# Purity
Purity ist eine finnische Groove- und Alternative-Metal-Band aus Jyväskylä, die 1991 gegründet wurde.

## Geschichte
Die Band wurde 1991 gegründet. Der Bandname wurde durch das Album Impurity von New Model Army inspiriert. 1994 erschien die EP In Disguise bei Listen to Our Music Production. Im selben Jahr steuerte die Gruppe die Songs A Mere Wreck und A New Sound zu dem Sampler Don’t Fuck with the Babysitter von Moho Pop Records bei. Nachdem die Gruppe einen Plattenvertrag bei Black Mark Production unterzeichnet hatte, erschien hierüber 1996 das Debütalbum Built, das von dem Produzenten Mikka Karmilo im Watercastle und in den Finnvox Studios in Helsinki aufgenommen worden war. Zudem steuerte die Band ihre Version von It’s Alright For You, im Original von The Police, zum Sampler Black Mark Tribute Vol. II bei. Im Jahr 1996 hatten die Musiker nur ein Konzert gegeben, da sie den Rest des Jahres mit den Aufnahmen zum Album beschäftigt gewesen waren. 1998 erschien die Single A Wiseman Reckons. Anfang 2001 kamen der Gitarrist Sami Hämäläinen und der Schlagzeuger Henri Lindström hinzu. 2002 schloss sich die nächste Single mit dem Titel Days Go By an. Zur Single Nibs vom Mai 2004 erstellte Bandfotograf Tomi Pitkäjärvi außerdem ein Musikvideo. Nachdem die Band einen Plattenvertrag bei Megamania unterzeichnet hatte, erschien hierüber im Oktober 2004 das Album Dear Evilyn, das im Sommer 2003 mit dem Produzenten Hiili Hiilesmaa in Jyväskylä, Helsinki und Oulu aufgenommen und bis Ende September abgemischt und gemastert worden war. Nach der Veröffentlichung hielt die Band Konzerte ab und sie schrieb an neuen Songs. Im Mai 2005 stellte die Gruppe ihre Live-Aktivitäten ein, um sich komplett auf das Schreiben von Liedern zu konzentrieren. Die fertigen Lieder spielte Purity erstmals auf einem Konzert im Mai 2006 in Jyväskylä. 2009 erschien das Album A Path to the Sun.

## Stil
Henning Richter vom Metal Hammer ordnete die Gruppe zwischen Machine Head, Soundgarden und Pantera ein. Im Interview mit ihm kritisierte Teppo Haapasalo, dass diese Bands aufgrund desselben Produzenten alle gleich klingen, weshalb sich Purity um einen anderen Sound bemühe. Da die Musik der Gruppe nicht fröhlich sei, würden hierfür auch seine Texte dementsprechend deprimierend ausfallen. Zwei Ausgaben zuvor hatte Matthias Weckmann Built rezensiert. Er beschrieb die Musik als unauffälligen melodischen Power Metal, der groovend und rhythmusorientiert und zudem reich an Pathos sei. Uwe „Buffo“ Schnädelbach vom Rock Hard verglich die Band bei seiner Albumrezension zu Built mit der ebenfalls finnischen Gruppe Hundred Years, da man diese auch nur schwer einem Genre zuordnen könne. Die Musik sei vielschichtig und atmosphärisch und könne mit der von Prong, Machine Head und Soundgarden verglichen werden, ohne dass diese Annäherung wirklich zielführend sei. Die Songs seien melodisch und „meist gemählich“ und man könne in ihnen Einflüsse aus Thrash Metal, Hardcore Punk, Gothic Rock, Punk, Rock und Metal wiederfinden. Martin Popoff gab in seinem Buch The Collector's Guide of Heavy Metal Volume 3: The Nineties an, dass auf Built Metal zu hören ist, stark beeinflusst durch harten Seattle-Grunge. Er bezeichnete die Musik als Mischung aus kommerziellen Alice in Chains und metallischen Stone Temple Pilots, sodass ein Vergleich mit Gruntruck und My Sister’s Machine angemessen sei. Den Songs wohne eine Gleichförmigkeit inne, die ihn wiederum an Soundgarden erinnere. Insgesamt seien die Lieder auf den Groove fixiert und somit eingängig. Recht frische Ideen würden aufblitzen, zu erkennen an den Hooks, Riffs und den Verschiebungen der Zählzeiten. Außerdem seien die Songs unverkennbar auf Bombast ausgelegt. Popoff vermutete, dass es durchaus möglich ist, dass die Musik durch den Labelkollegen Quorthon beeinflusst worden sei, der zu der damaligen Zeit in Richtung einer ähnlich alternativen Form des Metal gegangen sei.

## Diskografie
- 1994: In Disguise (EP, Listen to Our Music Production)
- 1996: Built (Album, Black Mark Production)
- 1998: 3 Song EP (EP, Listen to Our Music Production)
- 1998: A Wiseman Reckons (Single, to Our Music Production)
- 2002: Days Go By (Single, Popcity)
- 2004: Nibs (Single, Megamania)
- 2004: Dear Evilyn (Album, Megamania)
- 2009: A Path to the Sun (Album, Listen to Our Music Production)